# Kaila dziaba
Kaila dziaba är en insektsart som beskrevs av Irena Dworakowska 1981. Kaila dziaba ingår i släktet Kaila och familjen dvärgstritar. Inga underarter finns listade i Catalogue of Life.